# Вормси (волость)
Во́рмси (эст. Vormsi vald) — волость в Эстонии в составе уезда Ляэнемаа.

## География
Территория волости включает в себя остров Вормси и прилегающие малые острова. Площадь волости — 94,98 км². Плотность населения в 2021 году составила 4,2 человека на 1 км2.
70 % территории острова Вормси покрыто лесами, угодья занимают 14 %. На территории волости расположен природный парк Вормси общей площадью 2423 гектара, половина которой является государственной землёй, другая половина — частной. Парк входит в природоохранную сеть Натура 2000.
Административный центр волости — деревня Хулло.

## Население
По данным Департамента статистики численность населения волости по состоянию на 1 января 2021 года составила 397 человек. По данным волостной управы круглогодично на Вормси проживает около 200 человек. Численность детей за последние годы снизилась. Большинство владельцев земли волости в ней не живёт (в том числе граждане Швеции, которым были возвращены земельные владения их предков, покинувших волость во время Второй мировой войны).

## История
Исторически остров Вормси является своеобразным местом, отличающимся от других островов Эстонии отсутствием коренного населения и единого культурного фона. До Второй мировой войны на острове жили балтийские шведы, у которых был свой язык, культура и жизненный уклад.
С 1750 года и до земельной реформы 1919 года весь остров Вормси принадлежал Карлу Вильгельму фон Штакельбергу (Karl Wilhelm von Stackelberg) и его потомкам.
В 1934 году в волости Вормси проживали 2547 человек, из них на острове Вормси 2393 шведа и 122 эстонца.
Первые школы были открыты на Вормси в 1873 году. В 1919 году здесь была открыта шведскоязычная библиотека, в 1924 году — эстоноязычная. Нынешнее школьное здание построено в 1937 году, и тогда учёба в нём велась на шведском и эстонском языках.
В годы войны шведы эмигрировали, и на остров приехали на жительство люди из разных мест Эстонии. Этот процесс продолжался также и 1960-х, и в 1970-х годах.
Волость Вормси существовала до 1950 года (в 1950 году был образован Вормсиский сельсовет), статус был восстановлен 19 декабря 1991 года. В советское время здесь работал совхоз «Вормси», средняя численность его работников в 1978 году составляла 108 человек, общий земельный фонд — 4,9 тысяч гектаров.
В июле 2010 года остров Вормси посетил президент Эстонии Тоомас Хендрик Ильвес. В числе прочего он принял участие в празднованиях Дней Швеции и 20-й годовщины повторного освящения церкви святого Олафа. По словам Ильвеса, восстановление этой церкви, начатое на острове 20 лет назад, стало символом возрождения культуры и традиций Вормси после почти пятидесяти лет разрушения его устоев коммунистами.

## Символика
Герб: на синем геральдическом щите золотой солнечный крест;
Флаг: на прямоугольном синем полотнище жёлтый солнечный крест.
Цвета герба и флага отсылают к земле коренных балтийских шведов. Золотой солнечный крест на синем фоне символизирует солнечный остров с чистой природой посреди моря. Кроме того, на острове Вормси сохранилось самое большое в мире скопление солнечных крестов, и солнечный крест является защитным символом острова.

## Населённые пункты
В состав волости входят 14 деревень, бо́льшая часть которых сохранила шведские названия: Боррбю (Borrby), Дибю (Diby), Фелларна (Fällarna), Фёрбю (Förby), Хосбю (Hosby), Керслети (Kersleti), Норрбю (Norrby), Румпо (Rumpo), Ряльбю (Rälby), Саксбю (Saxby), Свибю (Sviby), Сууремыйза (Suuremõisa), Сёдербю (Söderby), Хулло (Hullo).

## Статистика
Данные Департамента статистики о волости Вормси:

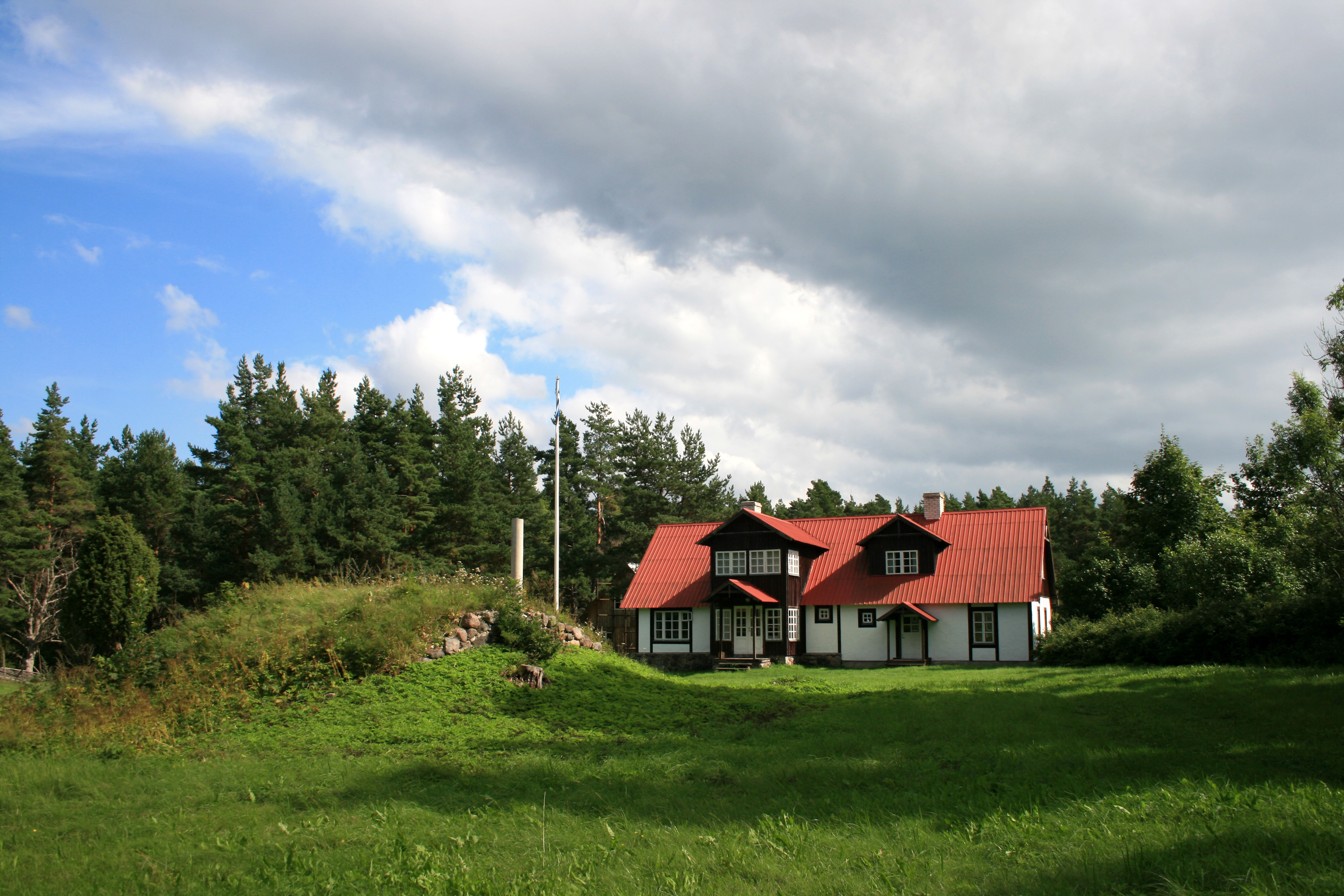
Деревня Хулло

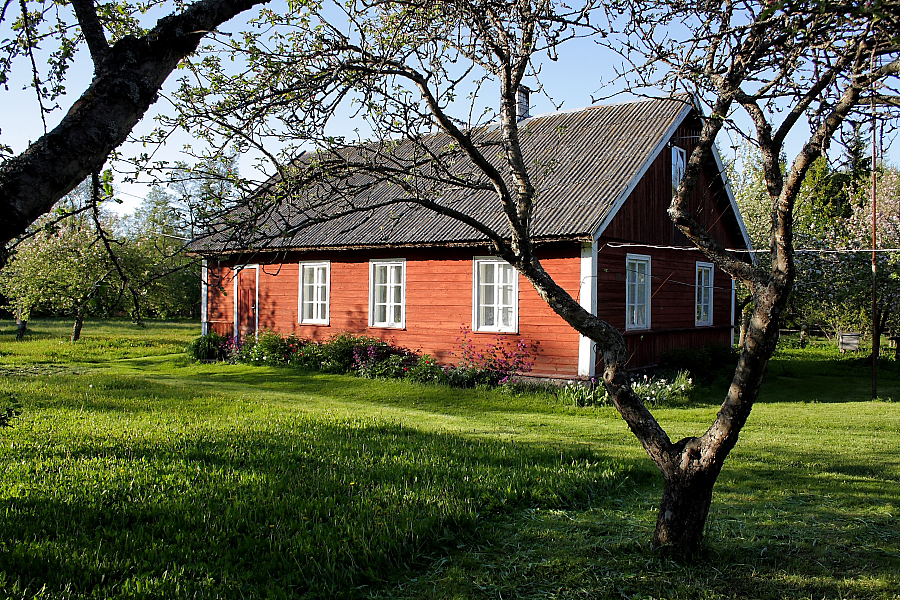
Жилой дом в Норбю

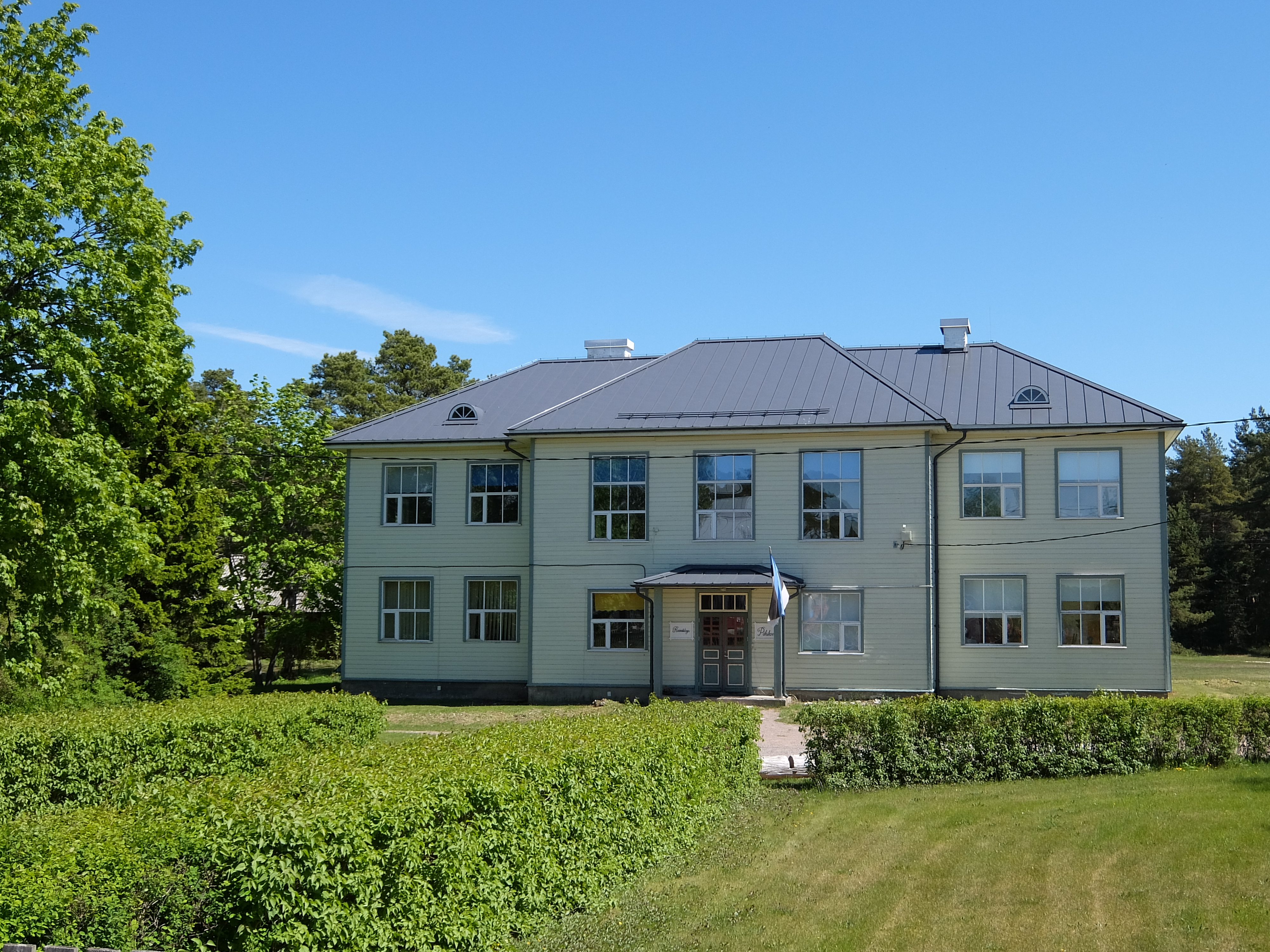
Школа-детсад в Хулло

Число жителей на 1 января каждого года:
| Год     | 1934* | 2016  | 2017  | 2018  | 2019  | 2020  | 2021  | 2022  |
| ------- | ----- | ----- | ----- | ----- | ----- | ----- | ----- | ----- |
| Человек | 2547  | ↘ 397 | ↗ 411 | ↘ 407 | ↘ 389 | ↘ 386 | ↗ 397 | ↘ 301 |

* — Эстонская энциклопедия
Число рождений:
| Год           | 2016 | 2017 | 2018 | 2019 | 2020 |
| ------------- | ---- | ---- | ---- | ---- | ---- |
| Живорождённых | 5    | ↘ 2  | ↗ 3  | ↘ 1  | ↗ 5  |

Число смертей:
| Год     | 2016 | 2017 | 2018 | 2019 |
| ------- | ---- | ---- | ---- | ---- |
| Умерших | 7    | ↘ 4  | 4    | ↗ 7  |

Сальдо миграции:
| Год     | 2016 | 2017 | 2018 | 2019 |
| ------- | ---- | ---- | ---- | ---- |
| Человек | +15  | -2   | -17  | +3   |

Зарегистрированные безработные:
| Год     | 2016 | 2017 | 2018 | 2019 | 2021 (август) |
| ------- | ---- | ---- | ---- | ---- | ------------- |
| Человек | 8    | ↗ 9  | ↘ 6  | ↗ 7  | ↗ 12          |

Средняя брутто-зарплата работника:
| Год  | 2016     | 2017       | 2018       | 2019       | 2020       |
| ---- | -------- | ---------- | ---------- | ---------- | ---------- |
| Евро | 1 227,61 | ↘ 1 181,14 | ↗ 1 309,12 | ↗ 1 388,08 | ↗ 1 435,30 |

В 2019 году волость Вормси занимала 14 место по величине средней брутто-зарплаты среди 79 муниципалитетов Эстонии.
Число учеников в школе:
| Год     | 2016 | 2017 | 2018 | 2019 |
| ------- | ---- | ---- | ---- | ---- |
| Человек | 28   | ↗ 29 | ↗ 33 | ↘ 30 |

## Инфраструктура

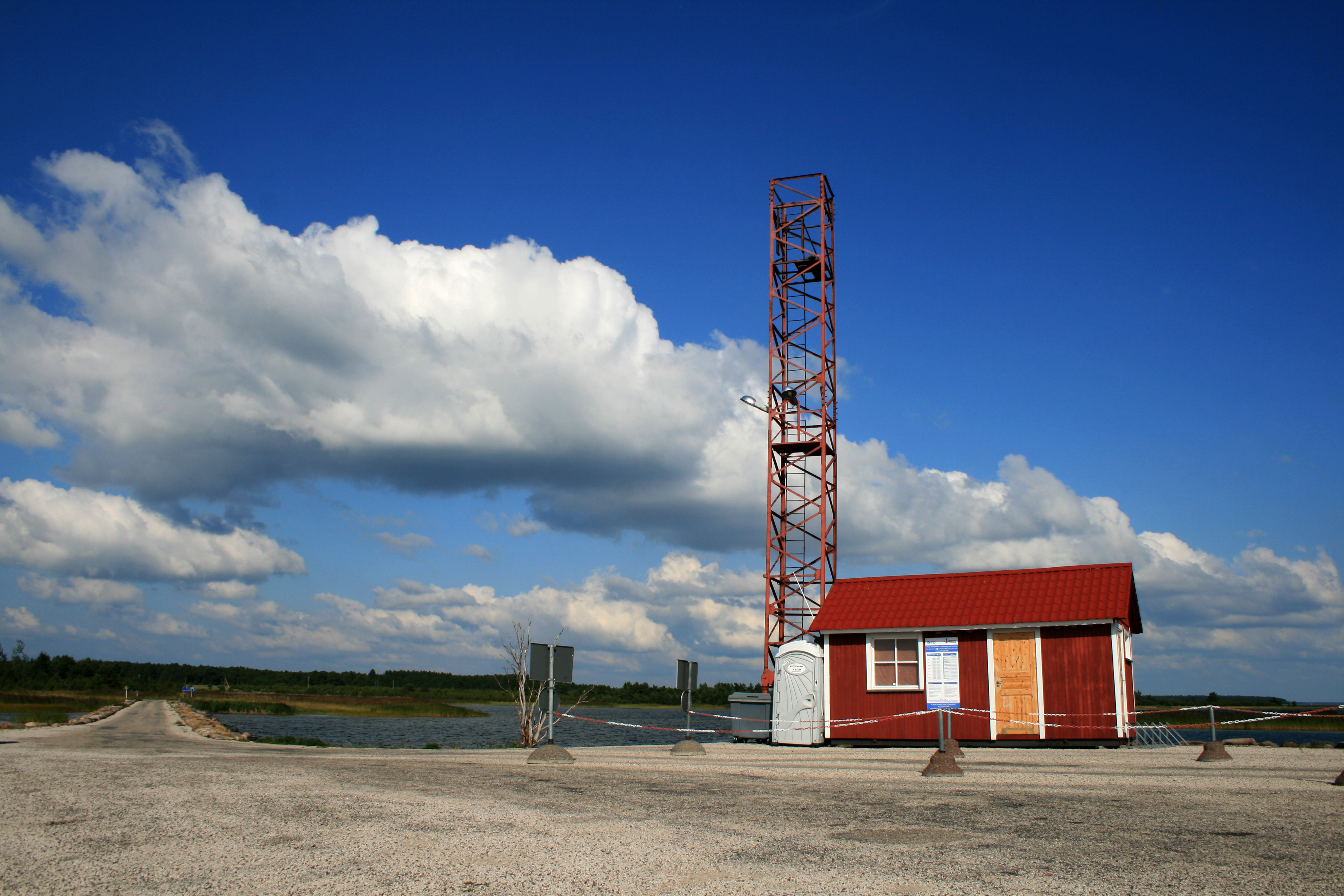
Порт в деревне Свибю

В волости работают основная школа-детский сад, Народный дом и библиотека, которая имеет одно место открытого интернет-пункта и беспроводной интернет. Есть магазин, почтовый пункт, автозаправка и трактир. В Сельском центре Хулло с понедельника по пятницу по предварительной записи с 9.00 до 15.00 принимает семейный врач.
С 2019 года в Народном доме Вормси работает Молодёжная комната, где по договорённости со взрослым ответственным лицом можно играть в различные игры: бильярд, настольный теннис, настольный футбол, петанг и др.. В волости действует более десяти некоммерческих общественных объединений: Сельское общество Боррбю, Сельское общество Релбю, Группа народного танца, Общество рукоделия, Общество пенсионеров Вормси, Охотничье общество и др.
Если зарегистрированный в волости Вормси житель школьного возраста, учащийся или учившийся в этой же волости, найдёт для себя кружок по интересам или тренировки на материке, на основе соответствующего заявления волость компенсирует его расходы: за кружке или тренировки — до 90 евро в месяц (810 евро в год), за школу по интересам — в пределах размера платы за учёбу в музыкальной школе Хаапсалу.
С островом Вормси налажено регулярное паромное сообщение. Путь из столичного порта Рохукюла в волостной порт Свибю (12 км) занимает 40-45 минут. Билеты продаются только в специальном киоске порта Рохукюла и только «туда-обратно». Линию обслуживает новый, построенный в 2015 году паром Ormsö, вмещающий 200 пассажиров и 22 автомобиля. На острове работает связанный с графиком движения парома автобусный транспорт. В Норбю есть причал. В Хулло находится лётное поле, обслуживающее малые самолёты. На острове также есть соответствующая всем установленным требованиям вертолётная посадочная площадка.
По данным Департамента полиции за 2015 год, в волости Вормси полностью отсутствовала преступность.

## Экономика
Преобладающими видами предпринимательства в волости является туризм (в основном — гостиничное хозяйство), лесозаготовки и животноводство. На Вормси традиционно занимаются рыболовством, но в последнее время больше для личного потребления. Туристическая отрасль в основном поддерживается внутренним туризмом и туристами из России, численность приезжающих на отдых из Финляндии в последнее время сократилась.
Крупнейшие работодатели волости по состоянию на 30 июня 2020 года:
| Предприятие/организация  | Вид деятельности                                                                | Численность работников |
| ------------------------ | ------------------------------------------------------------------------------- | ---------------------- |
| Волостная управа Вормси  | Орган государственного управления                                               | 31                     |
| Vormsi lasteaed-põhikool | Основная школа-детсад                                                           | 15                     |
| Hullo Bygg OÜ            | Развлекательные услуги, строительство, информация и связь, прочие бизнес-услуги | 8                      |

## Досуг

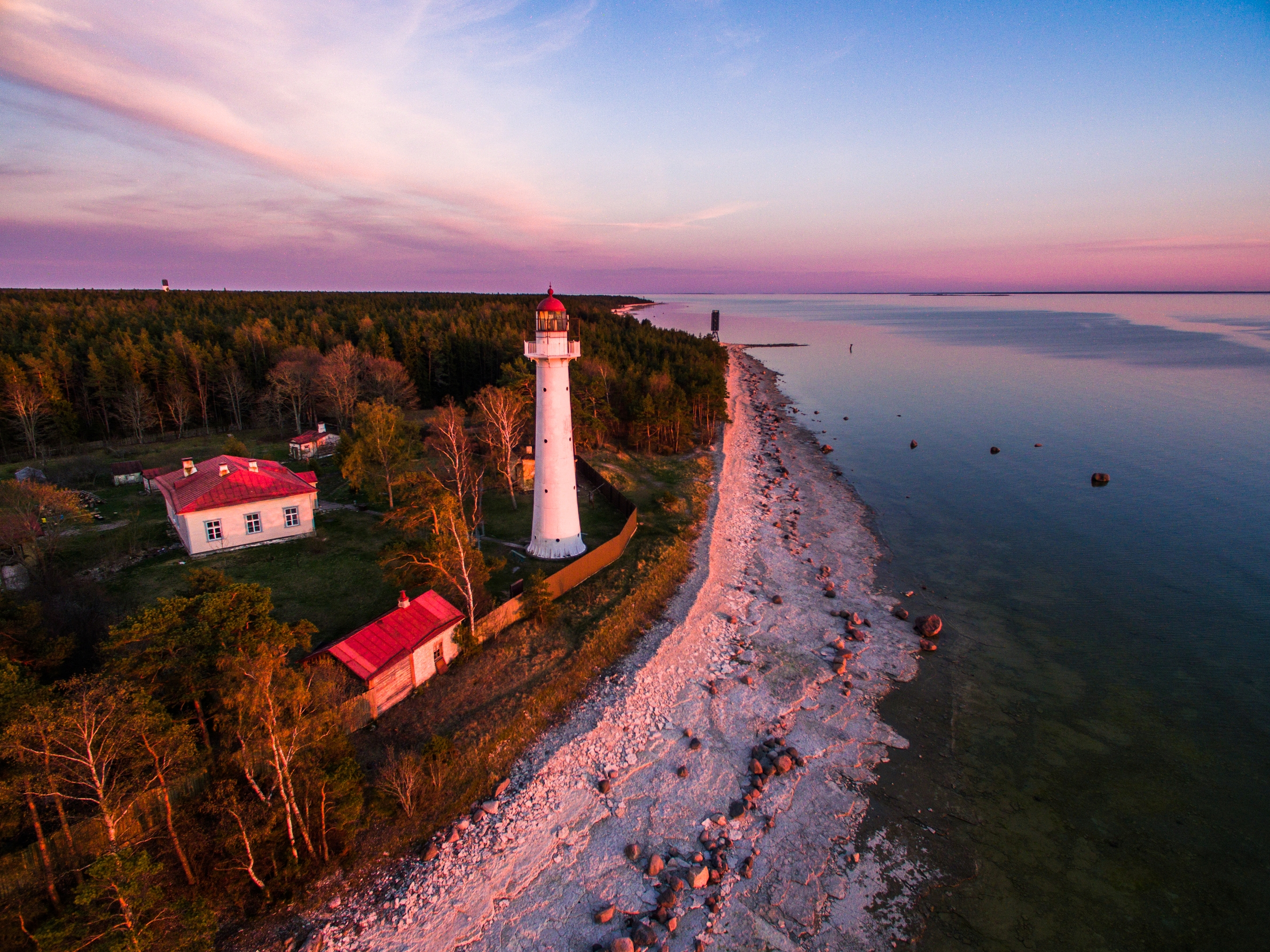
Маяк и побережье в Саксбю

На острове Вормси есть множество интересных мест для отдыха и ночлега:
- «Апартаменты Норрбю» (Norrby apartmendid), круглогодично работающие апартаменты со всеми удобствами на хуторе Ханасе в деревне Норрбю, открыты в старинном амбаре (1867 год) и в соседних постройках, есть возможность аренды сауны;
- «Дома смотровой вышки» в Саксбю (Vaatetorni majad) — места для отдыха класса «люкс» с красивыми видами и окрестностями;
- «Гостевой дом Сарапуу» (Sarapuu puhkemaja), красивое место для отдыха в сердце острова, в деревне Хулло;
- «Хостель Хулло» (Hullo hostel);
- «Кемпинг Диббю» (Dibby kämping);
- «Дом гномов Хосбю» (Hosby Päkapikumaja), круглогодично открытый кемпинг на берегу моря на 4 места;
- «Резиденция Тяхтхейна» (Tähtheina residents), современный хуторской комплекс;
- «Гостевой дом Элле-Малле» (Elle-Malle külalistemaja Ööbimiskohad) в Хулло;
- места для отдыха и проведения семинаров «Хутор Мяэ» (Mäe Talu) в деревне Румпо;
- место для отдыха «Меретагуне» (Meretagune peatuspaik) на хуторе Холми (Holmi) в прибрежной деревне Керслети;
- площадка для палаточного городка в Свибю, есть возможность аренды походного автобуса.

Возможность разбить палаточный городок предлагается также в кемпинге Дибю и у хостеля Хулло. На территории волости отсутствует возможность бесплатной установки палаток и запрещено устанавливать их без разрешения на любой земле: государственной, муниципальной или частной. В волости есть услуга проката велосипедов, SUP-досок для сёрфинга и лодок, аренды автобуса и мотороллера. В качестве развлечения предлагаются морские путешествия на исторических деревянных лодках, телегах, запряжённых лошадьми, и приключенческие поездки на УАЗ-ах (УАЗ-451 и УАЗ-452); в порт Свибю можно прийти на своей яхте или катере.
В летний период остров Вормси посещают тысячи людей, поэтому билеты на паром нужно бронировать заранее.

## Достопримечательности
Памятники архитектуры, внесённые в Государственный регистр памятников культуры Эстонии:

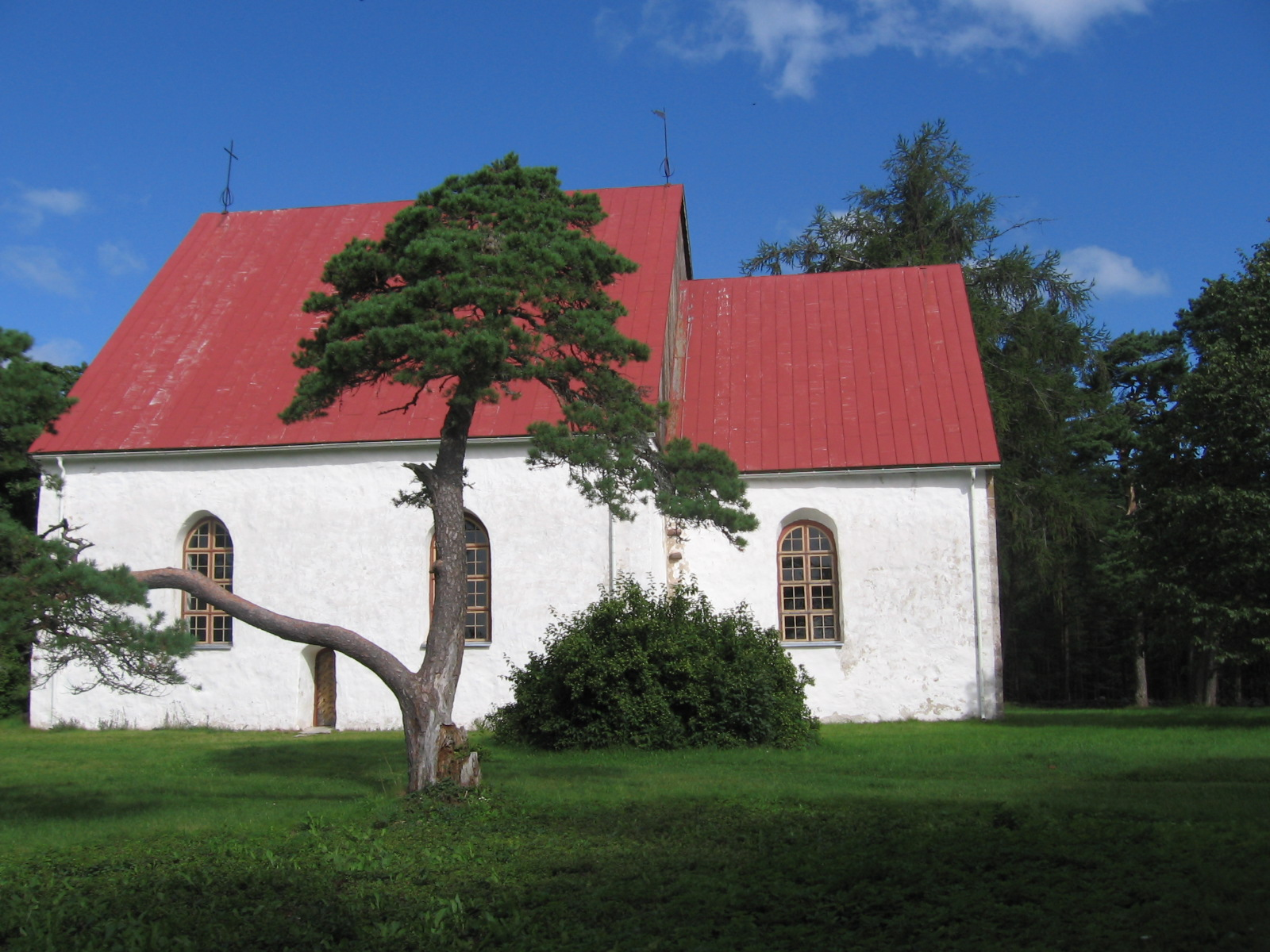
Церковь святого Олафа

- лютеранская церковь святого Олафа, построена в готическом стиле из плитняка и бутового камня в 1632 году;
- православная церковь Вормси (находится в аварийном состоянии). Построена в деревне Хулло в 1889—1890 годах из красного кирпича в стиле историзма, освящена 29 июля 1890 года в честь Вознесения Господня. Православный приход на острове Вормси в своё время являлся уникальным, так как это был единственный в Эстонии шведскоязычный православный приход[23];
- маяк Вормси. Первоначальный маяк 17-метровой высоты из чугунных деталей был возведён в 1864 году (изготовлен в Англии, в фирме Портера). В 1871 году его разобрали, так как он оказался низким и вёл на остров Вайндло, и построили новый маяк высотой 24 метра из чугунных деталей, выполненных в Лиепае.

Другие достопримечательности:
- Народный дом, построен в 1938 году и является важным местом сохранения культуры острова. В нём проводятся ежегодные мероприятия, концерты, театральные постановки, занятия местных групп по интересам и тренировки по хоккею в зале;
- Хуторской музей Вормси;
- Комната рукоделия, где можно ознакомиться с образцами вязаных и вытканных местными мастерицами изделий и при желании купить их;
- деревянная ветряная мельница Ряльбю;
- «Утерянные виды» — коллекция, состоящая из 80 расставленных по острову инфостендов с фотографиями, которые отражают ближайшие окрестности через призму истории[25].

## Галерея

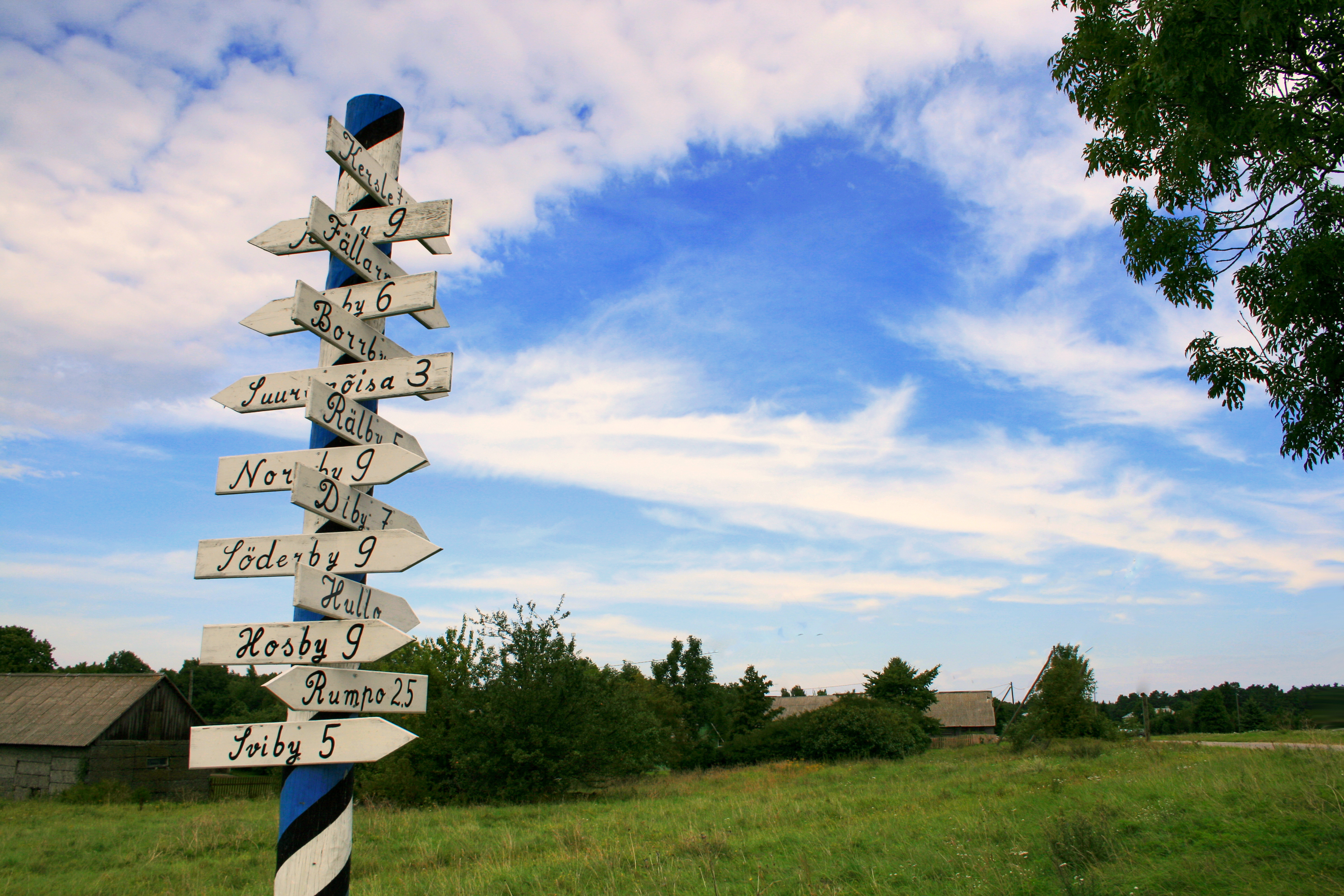
Указатели в деревне Хулло
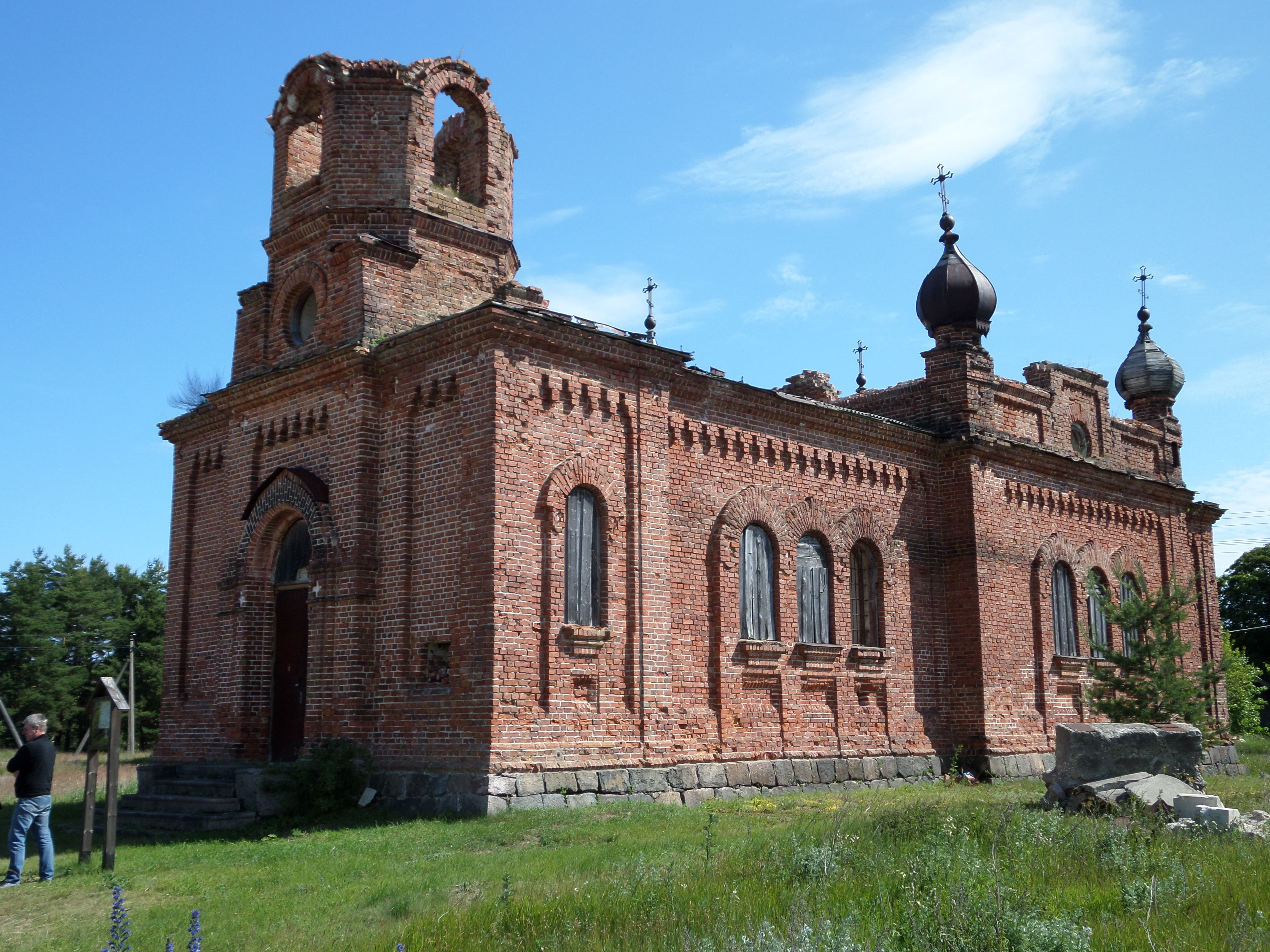
Православная церковь
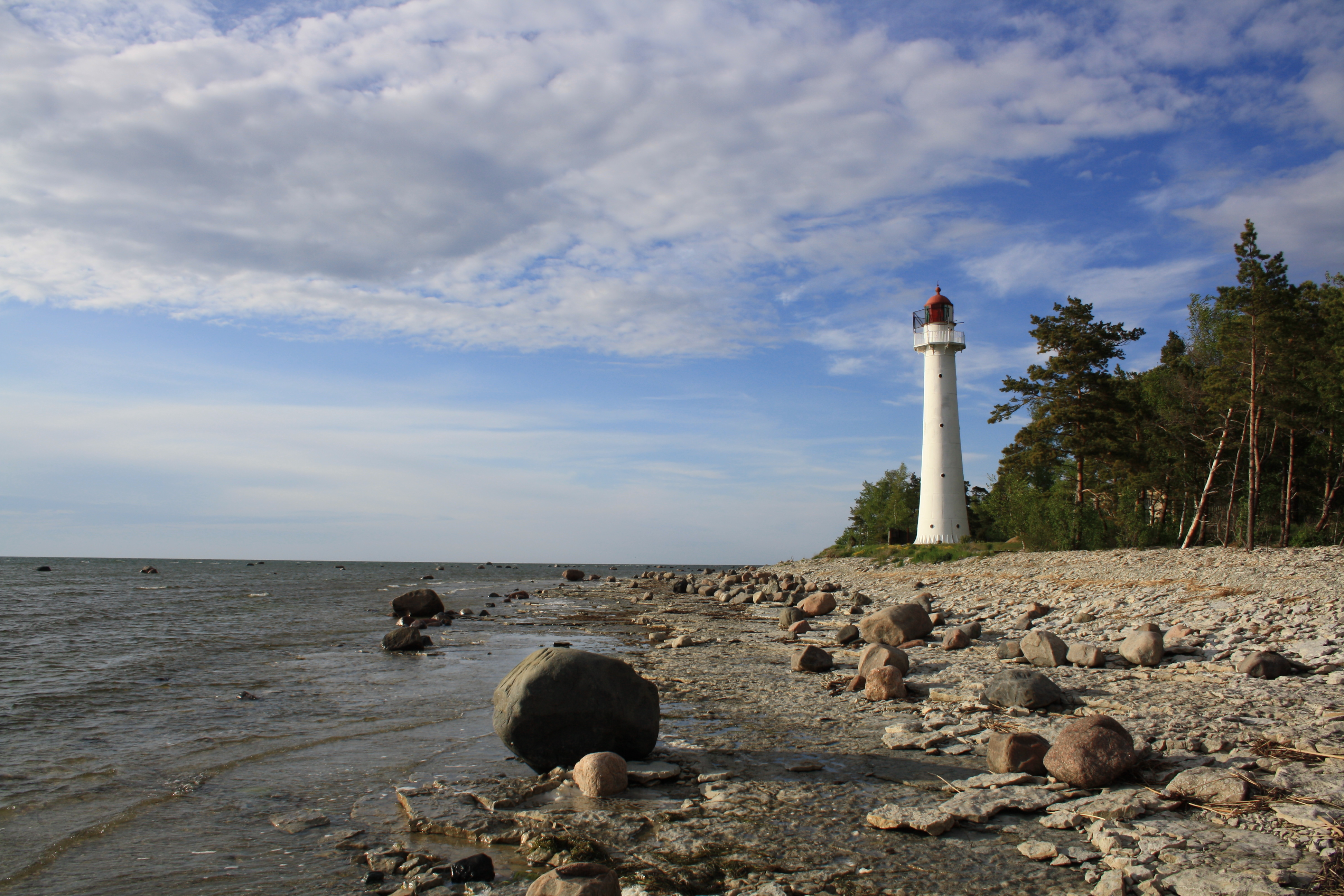
Маяк Саксбю
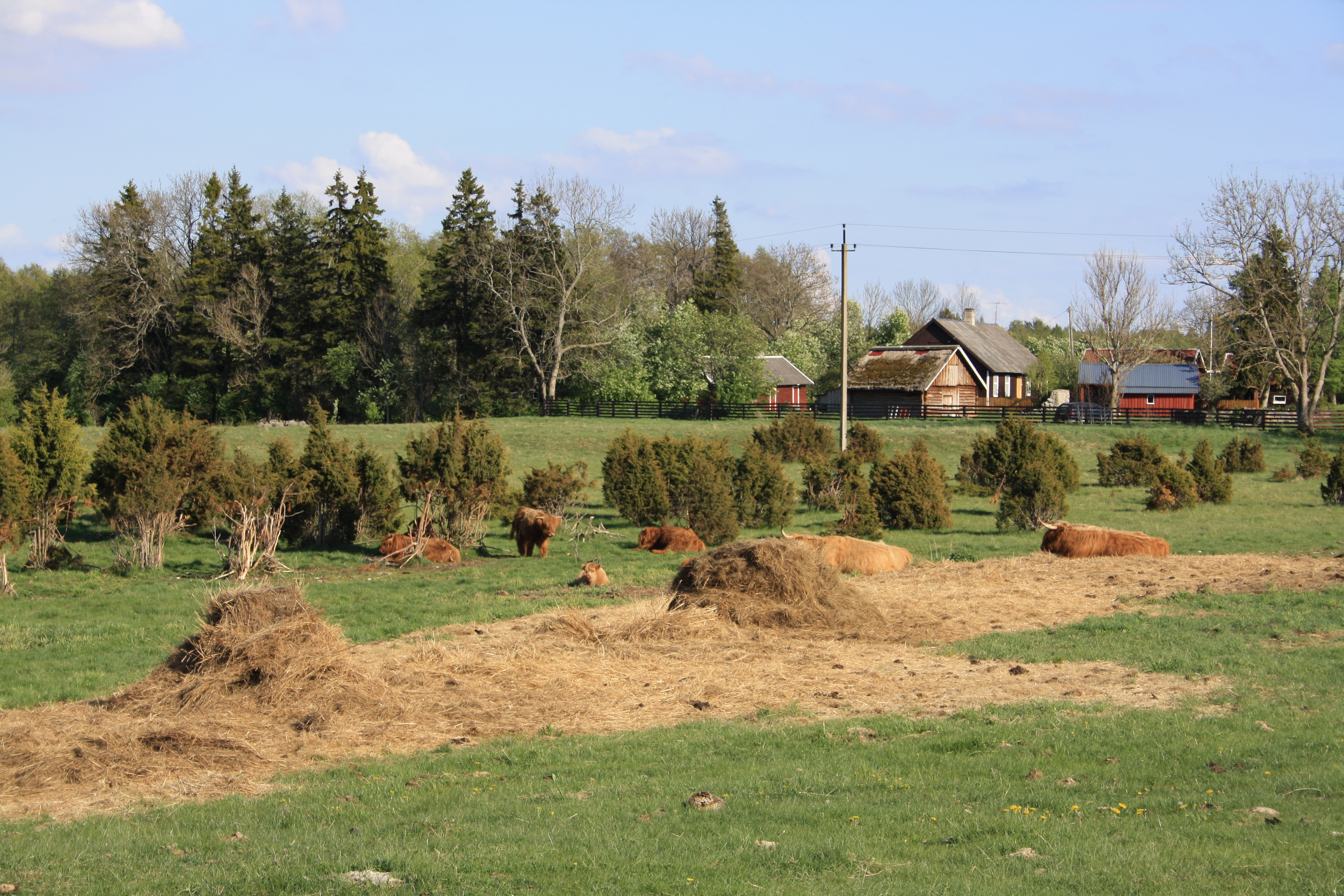
Деревня Ряльбю
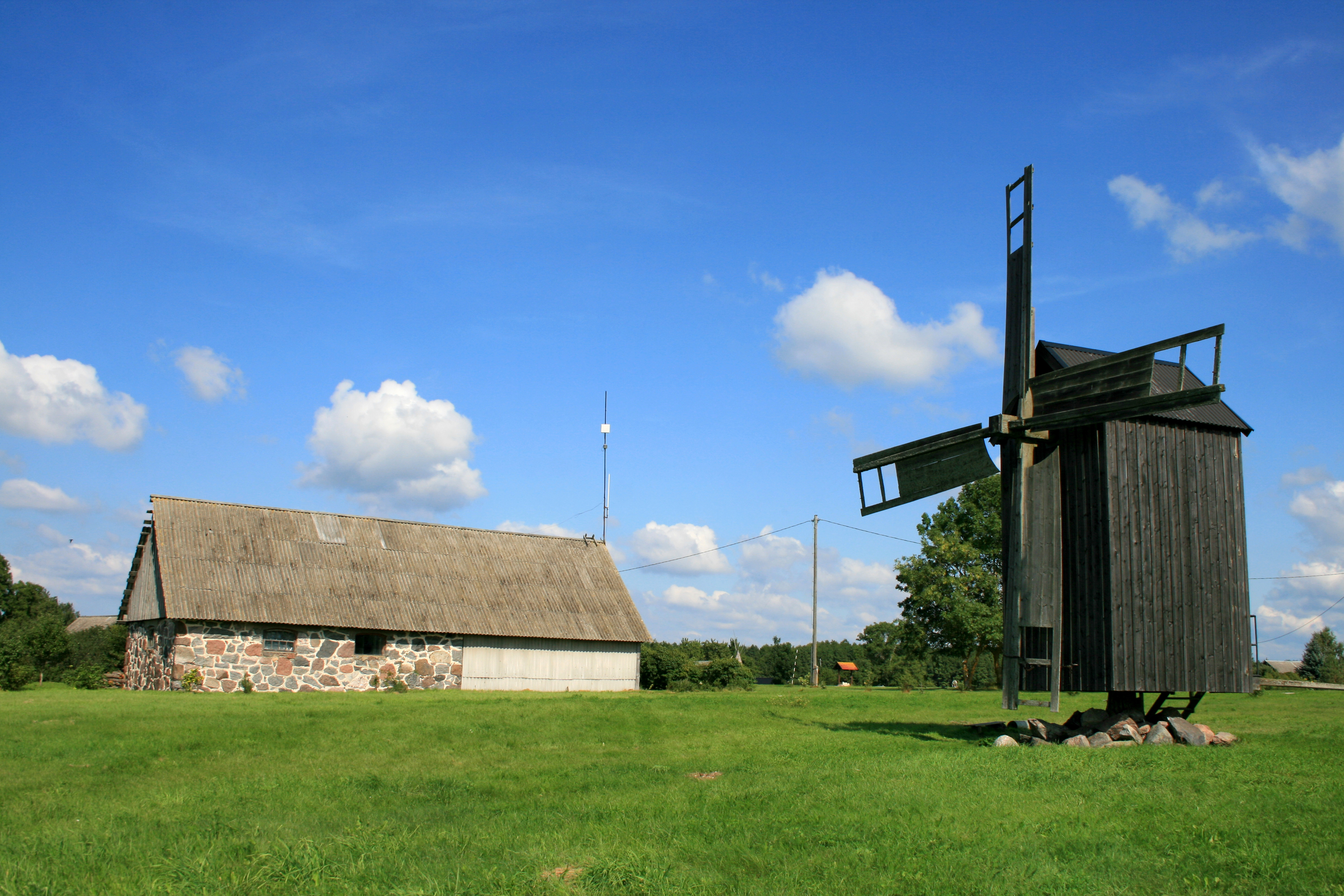
Ветряная мельница в Ряльбю
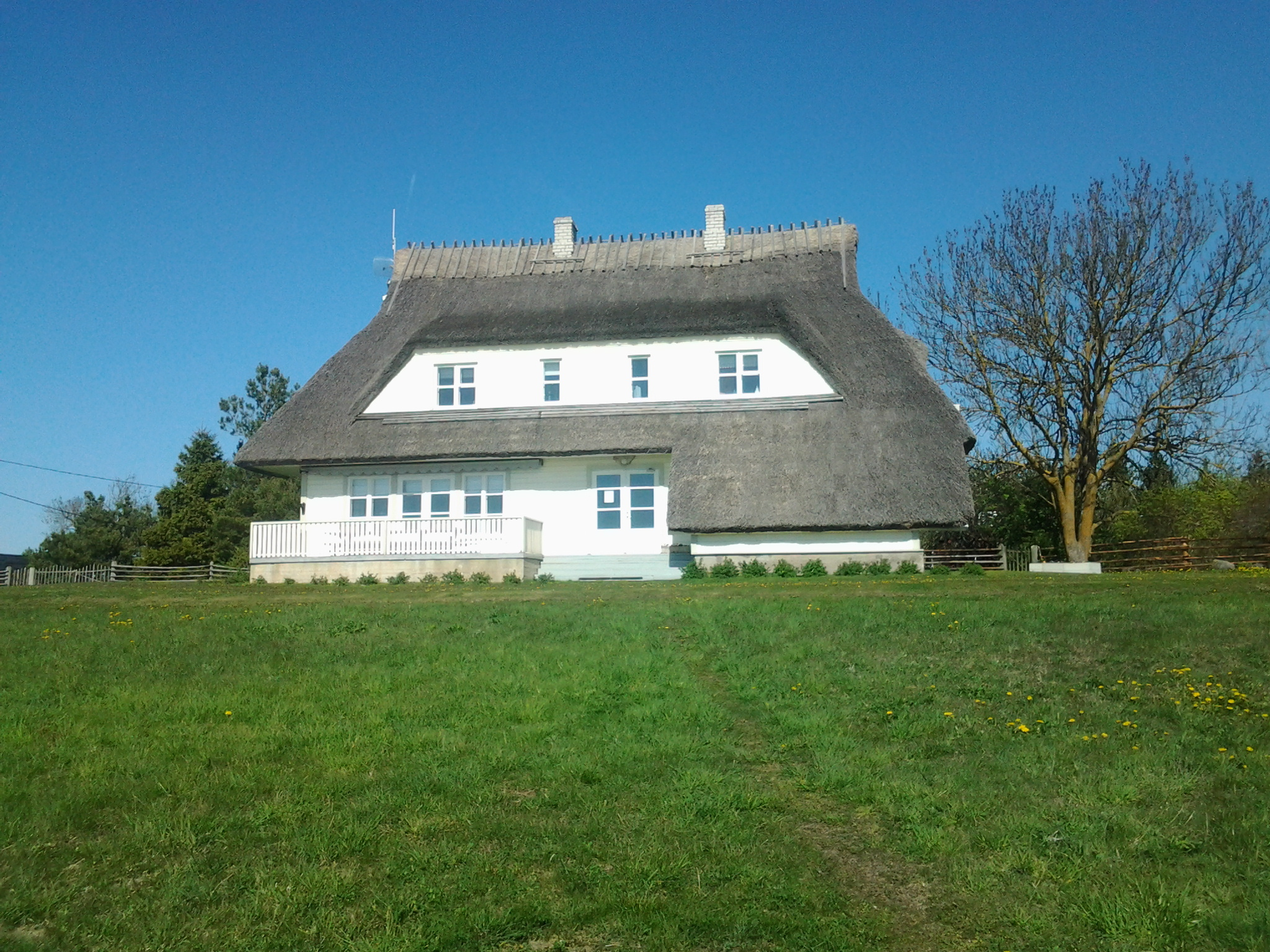
Дом с камышовой крышей на острове Вормси
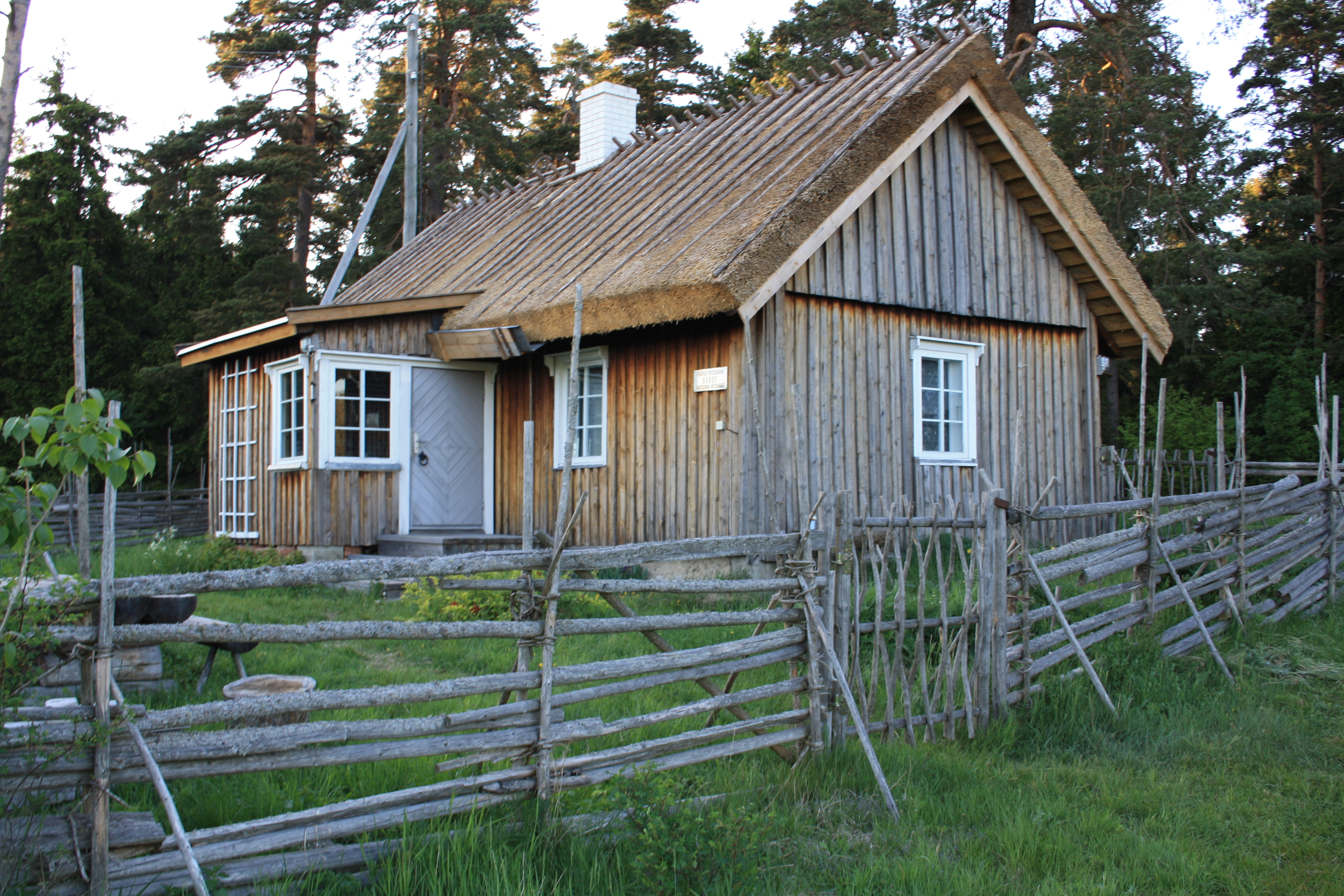
Дом лесника в Хулло
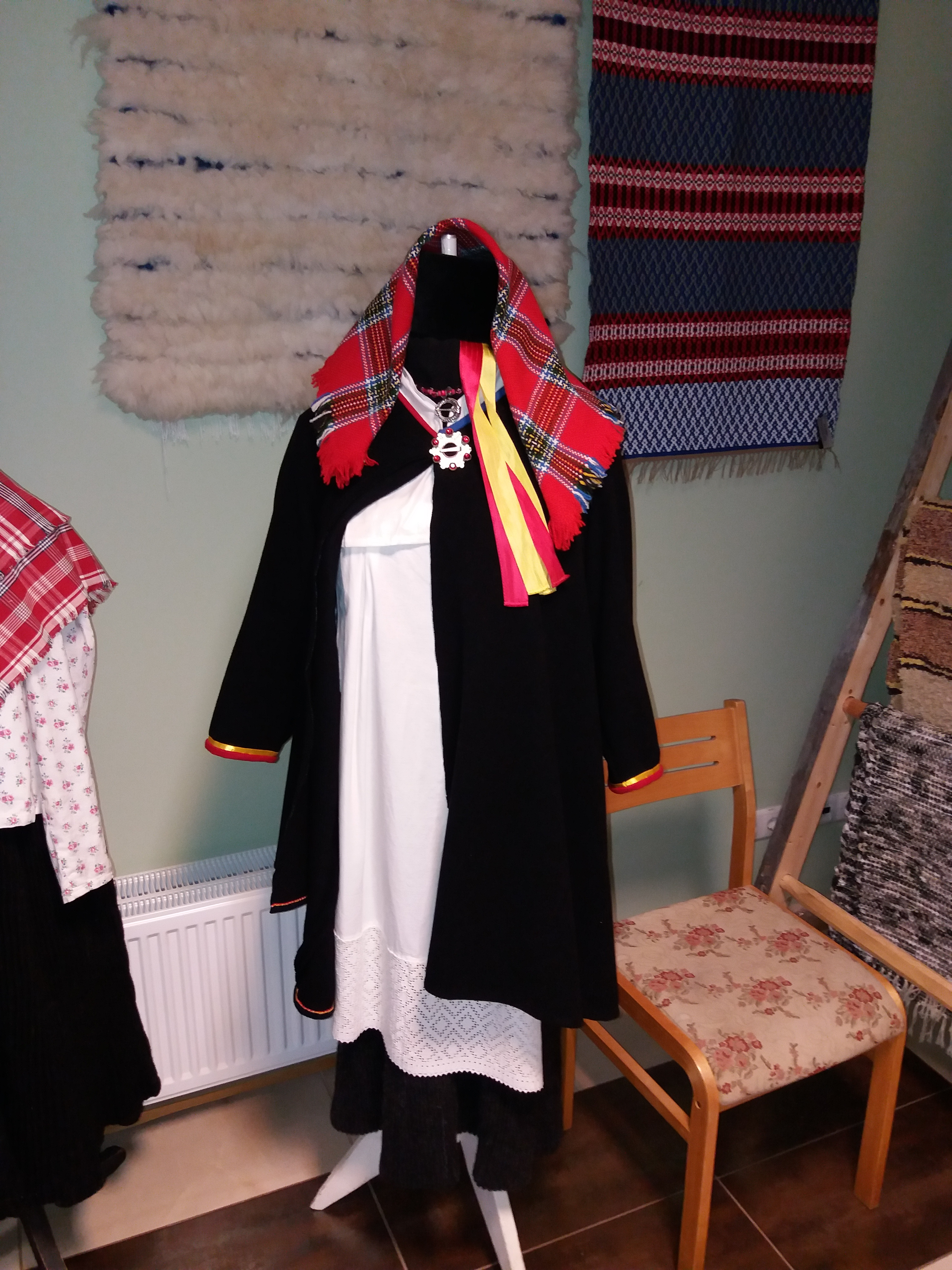
Национальная одежда жителя Вормси
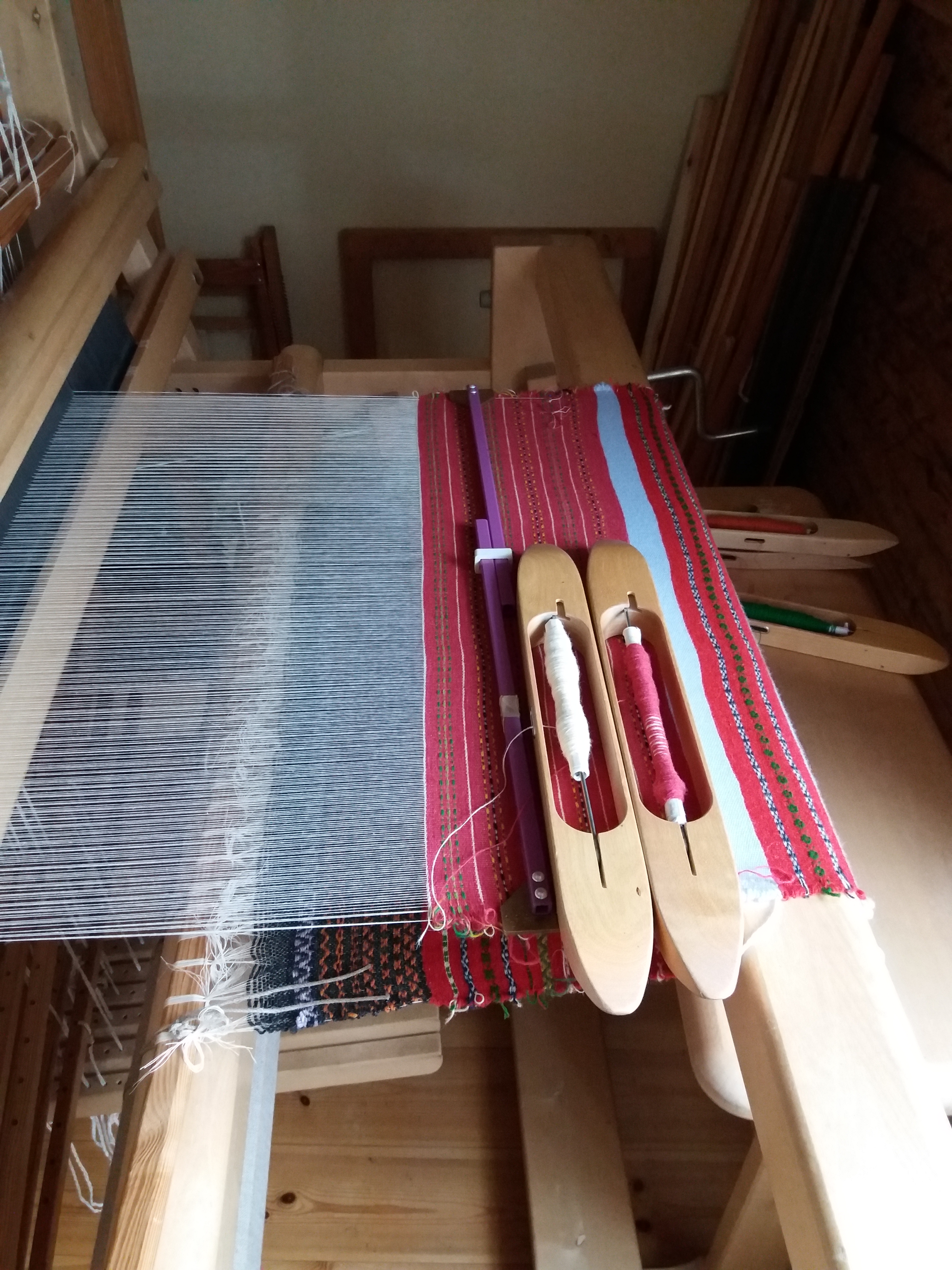
Ткацкий станок в Народном доме Вормси